# Lays-sur-le-Doubs
Lays-sur-le-Doubs è un comune francese di 127 abitanti situato nel dipartimento della Saona e Loira nella regione della Borgogna-Franca Contea.

## Società

### Evoluzione demografica
Abitanti censiti